# Framlev
Framlev är en ort i Århus kommun, Danmark.Orten ligger 39 meter över havet. Farlev är en del av tätorten Harlev. Närmaste större samhälle är Århus, 12 km öster om Framlev. 